# 1611
1611 (MDCXI) je bilo navadno leto, ki se je po gregorijanskem koledarju začelo na soboto, po 10 dni počasnejšem julijanskem koledarju pa na torek.

## Rojstva
- 3. januar - James Harrington, angleški filozof in utopist  († 1677)
- 28. januar - Johannes Hevel, poljski astronom († 1687)
- 1. marec - John Pell, angleški matematik († 1685)
- 25. marec - Evlija Čelebi, turški raziskovalec († 1682)
- 19. maj - Inocenc XI., papež († 1689)
- 17. junij - Hošina Masajuki, japonski samuraj, daimjo klana Aizum mecen († 1673)

## Smrti
- 30. oktober – Karel IX., kralj Švedske in Finske (* 1550)